# Japán nyelv
A japán nyelvet (nihongo, nippongo, 日本語, kiejtéseⓘ) 126 millió ember beszéli anyanyelvként, ezzel a kilencedik legnagyobb beszélőközösségű nyelv a világon. E közösség legnagyobb része Japánban él, ezen kívül első vagy második nyelvként csak Palauban beszélik. Standardizált változata (hjódzsungo) a tokiói dialektuson alapszik.
A japán ragozó nyelv, eredete máig sem tisztázott:
- közelebbi rokonságot eddig az Okinaván beszélt rjúkjú nyelvvel igazoltak (a két nyelvet és dialektusaikat újabban a japán nyelvek családjának nevezik),
- a koreai nyelvvel sokan távolabbi rokonságot feltételeznek (nyelvszerkezeti hasonlóságok, csekély számú rokon szó),
- korábban gyakran az altaji nyelvcsaládba sorolták, de ez az elmélet nem egyértelműen bizonyítható és ezért nem általánosan elfogadott,
- néha az ainu (Japán őslakosai) nyelvrokonság is felmerül, emellett azonban csak igen kevés érv szól.

## Írás és kiejtés
A japán nyelvben három írásrendszer van: a hiragana és a katakana szótagírások, a kandzsi kínai eredetű szóírás, de ezek mellett időnként használatos még a rómadzsi is, ami a latin betűs írás neve.
1947-ben az amerikai megszállók nyomására az addigi 50 000 jelből álló jelrendszer helyett az alap jelkészlet számát 1850-re korlátozták, de 1981-ben a listát 1945 tételre, 2010-ben pedig 2136-ra bővítették. A többi írásjegy sem tűnt el azonban teljesen, például a kandzsi kentei vizsga legmagasabb szintjén ma is 6355-nek az ismeretét követelik meg.
A kandzsival a szavak fogalmi részét, például a főneveket, az igetőt írják le, a hiraganával a toldalékokat és a határozószókat, katakanával pedig az idegen eredetű szavakat és (főként tudományos művekben) a növények, állatok nevét.
A következő táblázat bemutatja a japán nyelv alapvető szótagjait. A táblázatot úgy kell használni, hogy a bal oldali mássalhangzó után kiejtjük a felül lévő magánhangzót.
Van néhány kivétel a hiragana, ill. a katakana olvasásában:
- Az sz-sor minden szótagja sz-szel kezdődik, kivéve し/シ, amely sinek ejtendő; hasonlóan a z-sor, melyben minden dz-vel, kivéve a じ/ジ, mely dzsinek ejtendő.
- A t-sor kiejtése: ta csi cu te to. A d-sor hasonlóan: da dzsi zu de do.
- A ふ/フ mássalhangzója valójában egy f-szerű hang, amit nem a fogakkal, hanem az ajkakkal képzünk.

Kiejtési és egyéb tudnivalók:
- ん/ン – önálló szótagot képző n hang. Ez szigorúan vett értelemben nem szótag; a japán nyelv nyelvi alapegységeinek terminológiailag pontos megnevezése „mora”.
- A v-sor mássalhangzója az angol w-hez hasonlít; hasonlóan a ふ/フ f-szerű hangjához, ez sem v, hanem a fogak helyett az ajkakkal képzett hang. A を/ヲ hangot sokszor csak simán o-nak ejtik, ám ettől még nem ugyanaz a szerepe, mint a másik o hangnak.
- Az あ/ア egy, a magyar á-hoz hasonló hang, viszont annyira nem nyílt, és rövid.
- Az i, e és o hangok olyanok, mint a magyarban.
- Az う/ウ ajakkerekítés nélküli u hang, kiejtése ü-szerű.

Részletes hiragana táblázat:
| Magánhangzók | Magánhangzók | Magánhangzók | Magánhangzók | Magánhangzók | Lágyítás    | Lágyítás    | Lágyítás    |
| あ a         | い i         | う u         | え e         | お o         | ja          | ju          | jo          |
| か ka        | き ki        | く ku        | け ke        | こ ko        | きゃ kja    | きゅ kju    | きょ kjo    |
| さ sza       | し si        | す szu       | せ sze       | そ szo       | しゃ sa     | しゅ su     | しょ so     |
| た ta        | ち csi       | つ cu        | て te        | と to        | ちゃ csa    | ちゅ csu    | ちょ cso    |
| な na        | に ni        | ぬ nu        | ね ne        | の no        | にゃ nja    | にゅ nju    | にょ njo    |
| は ha        | ひ hi        | ふ fu        | へ he        | ほ ho        | ひゃ hja    | ひゅ hju    | ひょ hjo    |
| ま ma        | み mi        | む mu        | め me        | も mo        | みゃ mja    | みゅ mju    | みょ mjo    |
| や ja        |              | ゆ ju        |              | よ jo        |             |             |             |
| ら ra        | り ri        | る ru        | れ re        | ろ ro        | りゃ rja    | りゅ rju    | りょ rjo    |
| わ va        | ゐ vi        |              | ゑ ve        | を o/vo      |             |             |             |
|              |              |              |              | ん n         |             |             |             |
| が ga        | ぎ gi        | ぐ gu        | げ ge        | ご go        | ぎゃ gja    | ぎゅ gju    | ぎょ gjo    |
| ざ za        | じ dzsi      | ず zu        | ぜ ze        | ぞ zo        | じゃ dzsa   | じゅ dzsu   | じょ dzso   |
| だ da        | ぢ (dzsi)    | づ (zu)      | で de        | ど do        | ぢゃ (dzsa) | ぢゅ (dzsu) | ぢょ (dzso) |
| ば ba        | び bi        | ぶ bu        | べ be        | ぼ bo        | びゃ bja    | びゅ bju    | びょ bjo    |
| ぱ pa        | ぴ pi        | ぷ pu        | ぺ pe        | ぽ po        | ぴゃ pja    | ぴゅ pju    | ぴょ pjo    |

Részletes katakana táblázat:
| Magánhangzók | Magánhangzók | Magánhangzók | Magánhangzók | Magánhangzók | Lágyítás    | Lágyítás    | Lágyítás    |
| ア a | イ i         | ウ u         | エ e         | オ o         | ja          | ju          | jo          |
| |              |              |              |              |             |             |             |
| カ ka | キ ki        | ク ku        | ケ ke        | コ ko        | キャ kja    | キュ kju    | キョ kjo    |
| サ sza | シ si        | ス szu       | セ sze       | ソ szo       | シャ sa     | シュ su     | ショ so     |
| タ ta | チ csi       | ツ cu        | テ te        | ト to        | チャ csa    | チュ csu    | チョ cso    |
| ナ na | ニ ni        | ヌ nu        | ネ ne        | ノ no        | ニャ nja    | ニュ nju    | ニョ njo    |
| ハ ha | ヒ hi        | フ fu        | ヘ he        | ホ ho        | ヒャ hja    | ヒュ hju    | ヒョ hjo    |
| マ ma | ミ mi        | ム mu        | メ me        | モ mo        | ミャ mja    | ミュ mju    | ミョ mjo    |
| ヤ ja |              | ユ ju        |              | ヨ jo        |             |             |             |
| ラ ra | リ ri        | ル ru        | レ re        | ロ ro        | リャ rja    | リュ rju    | リョ rjo    |
| ワ va | ヰ vi        |              | ヱ ve        | ヲ* vo       |             |             |             |
| |              |              |              | ン n         |             |             |             |
| |              |              |              |              |             |             |             |
| ガ ga | ギ gi        | グ gu        | ゲ ge        | ゴ go        | ギャ gja    | ギュ gju    | ギョ gjo    |
| ザ za | ジ dzsi      | ズ zu        | ゼ ze        | ゾ zo        | ジャ dzsa   | ジュ dzsu   | ジョ dzso   |
| ダ da | ヂ (dzsi)    | ヅ (zu)      | デ de        | ド do        | ヂャ (dzsa) | ヂュ (dzsu) | ヂョ (dzso) |
| バ ba | ビ bi        | ブ bu        | ベ be        | ボ bo        | ビャ bja    | ビュ bju    | ビョ bjo    |
| パ pa | ピ pi        | プ pu        | ペ pe        | ポ po        | ピャ pja    | ピュ pju    | ピョ pjo    |
| |              |              |              |              |             |             |             |
| Nem japán szavak katakanával történő átírásakor a nem japán szótagokat a így írják át. Ebben a táblázatban a v a magyar hangzású, a w az angol w-nek megfelelő hangot jelöl |              |              |              |              |             |             |             |
| ヴァ va | ヴィ vi      | ヴ vu        | ヴェ ve      | ヴォ vo      | ヴャ vja    | ヴュ vju    | ヴョ vjo    |
| |              |              | シェ se      |              |             |             |             |
| |              |              | ジェ dzse    |              |             |             |             |
| |              |              | チェ cse     |              |             |             |             |
| | スィ szi     |              |              |              |             |             |             |
| | ズィ zi      |              |              |              |             |             |             |
| | ティ ti      | トゥ tu      |              |              |             | テュ tyu    |             |
| | ディ di      | ドゥ du      |              |              |             | デュ gyu    |             |
| ツァ ca | ツィ ci      |              | ツェ ce      | ツォ co      |             |             |             |
| ファ fa | フィ fi      |              | フェ fe      | フォ fo      |             | フュ fju    |             |
| | * ji         |              | (*) イェ je  |              |             |             |             |
| | ウィ wi      | * wu         | ウェ we      | ウォ wo      |             |             |             |
| (クヮ) クァ kwa | クィ kwi     |              | クェ kwe     | クォ kwo     |             |             |             |
| (グヮ) グァ gwa | グィ gwi     |              | グェ gwe     | グォ gwo     |             |             |             |

＊ ヲ (wo) kiejtése azonos az オ (o)-val, de ritkán használják, csak hiragana katakanára átírásakor.
A különleges (ji/vu/je) katakanákat a Meidzsi-korban vezették be oktatási céllal, de sosem terjedt el. A hiragana változatának (を) azonban jelentős szerepe van a nyelvben, mivel főnevek végéhez kapcsolva ez fejezi ki a tárgyesetet. A vi (ゐ,ヰ) és a ve (ゑ,ヱ) karaktereket ma már szinte egyáltalán nem használják.
A japán szavak magyar átírása az angolban használt Hepburn-átíráson alapul, de azzal nem azonos (az angol és a magyar nyelv különbségei miatt):
| Hepburn                 | magyar |
| ----------------------- | ------ |
| ts                      | c      |
| ch                      | cs     |
| z                       | dz     |
| j                       | dzs    |
| y                       | j      |
| sh                      | s      |
| s                       | sz     |
| w                       | v      |
| ō ē ū (néha jelöletlen) | ó é ú  |

Példák:
| Japán       | Hepburn              | magyar              |
| ----------- | -------------------- | ------------------- |
| ローマ字    | rōmaji               | rómadzsi            |
| 漢字        | kanji                | kandzsi             |
| 黒澤        | Kurosawa             | Kuroszava           |
| 小林 研一郎 | Ken-Ichirō Kobayashi | Kobajasi Ken'icsiró |

Az átírásban a ni betűk nem csak a に/ニ szótag megjelenésével, hanem az n (ん/ン) és i (い/イ) egymás után következő szótagok leírásával is előfordulhatnak. Ennek megkülönböztetésére az utóbbi esetben aposztrófot teszünk az átírásban a betűk közé (pl. a fenti 研一郎 Ken'icsiró névben). Ezt a megkülönböztetést sokszor elmulasztják feltüntetni. A például adott név sajátossága továbbá, hogy angol átírásában a kötőjeles, nagy I betűs változat terjedt el, azonban a szabályszerű átírás ott is Ken'ichirō.
Néhány szót nem szabályszerű, hanem hagyományos alakjában írunk át: gésa (szabály szerint geisa), Tokió (eredetileg Tókjó), Kiotó (eredetileg Kjóto), Oszaka (eredetileg Ószaka) stb.

### Központozási jelek
A régi japán írásrendszerben nem található egyetlen központozási jel sem, az összefüggéseket a szövegkörnyezet és a szövegek elhelyezkedése adja.
A szöveg struktúrájának megértéséhez a napjainkban használt jelek segítenek, megjegyzendő, hogy a japán írásban nincsenek szóközök, az írásjegyek egymás után következnek.
Főbb jelek:
- 。 kicsi, karika alakú mondatvégi írásjel, használatában megfelel a magyar pontnak;
- 、 vessző, használata a magyaréhoz hasonló, bár szabadabb helyesírási szabályok alapján. Jobb-alsó irányban kiszélesedő, könnycsepp alakú jel;
- ・ a sorok szélességének/magasságának közepén (az írás irányától függően) levő pontot az idegen nyelvű szavak elválasztására használják, például: レオナルド・ダ・ヴィンチ reonarudo da vincsi (Leonardo da Vinci);
- 「 」 『 』 idézőjelek, használata a magyaréhoz hasonló;
- más latin karaktereket, így a kérdőjelet (?) és felkiáltójelet (!) is a magyarhoz hasonló módon használják. Olykor – az angol nyelv hatása miatt – az általunk is használt pont és vessző jeleket használják.

## Nyelvtan
A japán nyelv tipológiailag agglutináló, alany-tárgy-ige (SOV) sorrendű mondatokkal. A mutató névmások megelőzik a jelzett szót.
A főneveknek nincs ragozásuk, az esetviszonyokat a főnévi csoportok után álló partikulák jelzik: は (va) – topik jelölő, が (ga) – (nem topik) alany jelölője, を (o) – tárgyjelölő, に (ni) – mindenféle helyviszony jelölője, の (no) – mindenféle jelzői viszony jelölője (beleértve a vonatkozó mellékmondatot is), で (de) instrumentális-partikula stb. A többes számot sokszor nem jelölik, de ha szükséges, ki tudják fejezni, viszont csak a főnéven és névmáson jelenhet meg, az ige vagy a melléknév sohasem kerülhet többes számba. A többes szám kifejezésére alkalmazhatnak toldalékot: 達(tacsi) (子供達kodomo-tacsi 'gyerekek'),　　ら(ra) (kare-ra 'ők') vagy megduplázzák a főnevet: (人々 hito-bito 'emberek', ahol hangtani változás is történhet a szó belsejében b>h). A többes számot általánosan alkalmazó nyelvekhez hasonlóan a megszámlálhatatlan főnevek, tehát az anyagnevek vagy az elvont fogalmak nevei esetében azonban nem alkalmazzák.
A személyes névmások gyakran kiesnek, ha referenciájuk a kontextusból kiderül. Az első személyben az udvariasság foka szerint többféle alak közül választ a beszélő, második személyben gyakran ugyancsak udvarias formula helyettesíti a névmást (például megszólított neve, tiszteleti -szan/-szama szócskával toldva).
A számneveknek 1-10-ig 2 sorozata létezik, az eredeti japán (J) és a kínai (K) eredetű.
A japánban az igék nem vesznek fel személyragokat, viszont igeidő és mód tekintetében van igeragozás. Nincs főnévi igenév. Az igék formái a mondatban a különféle udvariassági fokot fejezik ki, pl: csináld meg – légy szíves, csináld meg – tisztelettel kérlek, hogy csináld meg.
Nincs magánhangzó-harmónia.
A magyarral azonos a nevek használata (vezetéknév, keresztnév), a dátum és cím használata, a birtokos eset használata (először jön a birtokos, utána a birtok, például a ház ajtaja). A címeket is hasonló módon írják (nagyobb egységtől a kisebb felé haladva): város, városrész, háztömb.

## Nyelvjárásai
A japán nyelv elég homogén, köszönhetően a standardizációnak. Régebben voltak nagyobb eltérések. A nyelvjárások tanulmányozásának csekély a hagyománya. Három nagy nyelvjárásra osztható: keleti, nyugati, kjúsúi. Az első csoport a Tokió főváros (az i, u elnyelése); a nyugati csoport Kiotó és Oszaka (Ószaka-ben : Oszaka dialektus) több udvarias forma, erősebb tónuskontraszt, u magánhangzó kissé az u és ü között való kiejtése, valamint a ni szótag nyi-nek ejtése); a kjúsúi (je szótag megléte, és az e palatalizáció hatása a megelőző mássalhangzóra).
A hivatalos nyelv az iskolai oktatás révén a tokiói nyelvjárásra épülő standard nyelv. A japán nyelv rengeteg szót kölcsönzött (és kölcsönöz még ma is), elsősorban a kínai (mandarin) és az angol nyelvből. Írásban ezeket katakanával szokták írni.